# ルイジアナ近代美術館
ルイジアナ近代美術館（ルイジアナきんだいびじゅつかん、Louisiana Museum of Modern Art）は、エーレスンド海峡の近く、デンマークのコペンハーゲンの北約35kmにある美術館。邸宅を改築して美術館にしている。ルイジアナ現代美術館ともいう。
絵画、彫刻、ビデオ、インスタレーションなど多くをコレクションしている。その中にはロイ・リキテンスタイン、アンディ・ウォーホル、アンゼルム・キーファー、パブロ・ピカソの作品も含まれている。
また、美術館の2つの棟の間には彫刻の庭があり、ヘンリー・ムーア、アレクサンダー・カルダー、ジャン・アルプなどの作品が置かれている。
「ルイジアナ近代美術館」という名前はこの建物の最初の持ち主であったAlexander Brunにちなんで名づけられている。彼は3度結婚したが、どの妻の名前もルイーズであった。